# Björn Sinnhuber
Björn Sinnhuber (* 1. August 1968 in Mannheim) ist ein ehemaliger deutscher Leichtathlet, der auf den 200-Meter-Lauf spezialisiert war.
Er nahm 1988 an den Junioreneuropameisterschaften in Birmingham teil. Dort wurde er über 200 Meter Fünfter und gewann mit der bundesdeutschen 4-mal-100-Meter-Staffel die Silbermedaille. Im Erwachsenenbereich qualifizierte er sich für die Halleneuropameisterschaften 1988 in Budapest, wo er im Vorlauf ausschied.
1993 wurde Sinnhuber über 200 Meter Deutscher Hallenmeister. Bei den Deutschen Meisterschaften im Freien kam er auf Platz drei. Außerdem startete er in diesem Jahr bei den heimischen Weltmeisterschaften, kam aber nicht über den Vorlauf hinaus. 1994 wurde er bei den Deutschen Meisterschaften erneut Dritter.
Sinnhuber startete für den TV 1883 Schriesheim, den LSV Ladenburg und die MTG 1899 Mannheim.

## Persönliche Bestleistungen
- 100 Meter: 10,33 s, 18. Juni 1994 in Schriesheim
- 200 Meter: 20,68 s, 11. Juli 1993 in Duisburg